# Spiselige alger
- Spiselige alger:
  - Blågrønalge af typen:
    - Spirulina indeholder proteiner og supplerer dermed med vigtige aminosyrer. Mere end 50% af tørvægten er protein.

  - Brunalger af typen:
    - Blæretang
    - Fingertang
    - Wakametang

  - Grønalger af typen:
    - Tarmtang (anvendes som krydderi)
    - Havsalat
    - Chlorella

  - Rødalger af typen:
    - Nori, Porphyra umbilicalis
    - Søl, Palmaria palmata

Ukendt spisestatus:
- Dunaliella salina